# Ruralgemeinde
Ruralgemeinde (lateinisch rurare ‚auf dem Lande leben‘) war die im Königreich Bayern in den Jahren von 1818 bis 1835 gebräuchliche Bezeichnung für eine Landgemeinde. Das städtische Pendant war die Munizipalgemeinde.
Die Ruralgemeinden wurden aufgrund der Gemeindeedikte von 1808 und 1818 gebildet. 1835 wurden sie in Landgemeinden umbenannt.
Es waren künstlich gebildete Landgemeinden mit einer großen Streuung verschiedenartiger Siedlungstypen über ein größeres Gebiet, oft ohne klar erkennbares Zentrum. Ruralgemeinden können als Siedlungsverbände angesehen werden.

## Beispiele
- Sankt Mang und St. Lorenz; 1818 von Kempten (Allgäu) abgespaltet, 1972 jedoch wieder eingemeindet.